# パワー・オブ・グッバイ
「パワー・オブ・グッバイ」(The Power of Good-Bye)は、マドンナの楽曲。7枚目のスタジオ・アルバム『レイ・オブ・ライト』から4枚目のシングル・カットとしてリリースされた。

## 概要
ストリングスのアレンジはクレイグ・アームストロングが手がけている。
ヨーロッパおよびイギリスでは同じく『レイ・オブ・ライト』に収録されている「リトル・スター」との両A面シングルとしてリリースされた。
ミュージック・ビデオはマシュー・ロルストンが監督を務め、マドンナの相手役としてゴラン・ヴィシュニックが出演している。
Billboard Hot 100での最高位は11位ながら19週チャートインした。

## 収録曲
パワー・オブ・グッバイ・リミックス
1. パワー・オブ・グッバイ (アルバム・ヴァージョン) - 4:13
2. パワー・オブ・グッバイ (ダラス・ロウ・エンド・ミックス) - 4:34
3. パワー・オブ・グッバイ (ルーク・スレイターズ・スーパー・ルーパー) - 8:45
4. パワー・オブ・グッバイ (ルーク・スレイターズ・フィルタード・ミックス) - 6:07
5. パワー・オブ・グッバイ (ファビアンズ・グッド・ゴッド・ミックス) - 8:22

## チャート
| チャート (1998–1999年)                                      | 最高位 |
| ----------------------------------------------------------- | ------ |
| オーストラリア (ARIA)                                       | 33     |
| オーストリア (Ö3 Austria Top 40)                            | 4      |
| ベルギー (Ultratop 50 Flanders)                             | 31     |
| ベルギー (Ultratop 50 Wallonia)                             | 20     |
| カナダ (Nielsen SoundScan)                                  | 6      |
| カナダ トップシングルス (RPM)                               | 16     |
| カナダ アダルト・コンテンポラリー (RPM)                     | 13     |
| カナダ コンテンポラリー・ヒット・ラジオ (BDS)               | 6      |
| ヨーロッパ (European Hot 100 Singles)                       | 2      |
| フィンランド (Suomen virallinen lista)                      | 4      |
| フランス (SNEP)                                             | 21     |
| フランス エアプレイ (SNEP)                                  | 1      |
| ドイツ (GfK Entertainment charts)                           | 4      |
| ハンガリー (Mahasz)                                         | 6      |
| アイスランド (Íslenski Listinn Topp 40)                     | 2      |
| アイルランド (IRMA)                                         | 23     |
| イタリア (Musica e dischi)                                  | 12     |
| オランダ (Dutch Top 40)                                     | 6      |
| オランダ (Single Top 100)                                   | 7      |
| ニュージーランド (Recorded Music NZ)                        | 25     |
| スコットランド (Official Charts Company) with "Little Star" | 5      |
| スペイン (AFYVE)                                            | 2      |
| スウェーデン (Sverigetopplistan)                            | 3      |
| スイス (Schweizer Hitparade)                                | 8      |
| UK シングルス (OCC) with "Little Star"                      | 6      |
| UK ダンス (OCC)                                             | 39     |
| US Billboard Hot 100                                        | 11     |
| US Adult Contemporary (Billboard)                           | 14     |
| US Adult Top 40 (Billboard)                                 | 40     |
| US Pop Airplay (Billboard)                                  | 18     |

| チャート (1998年)                       | 順位 |
| --------------------------------------- | ---- |
| カナダ アダルト・コンテンポラリー (RPM) | 99   |
| ドイツ (Official German Charts)         | 79   |
| オランダ (Dutch Top 40)                 | 89   |
| スウェーデン (Sverigetopplistan)        | 43   |

| チャート (1999年)                           | 順位 |
| ------------------------------------------- | ---- |
| カナダ アダルト・コンテンポラリー (RPM)     | 100  |
| ヨーロッパ (European Radio Top 100)         | 68   |
| ドイツ (Official German Charts)             | 89   |
| オランダ (Dutch Top 40)                     | 137  |
| 全米 アダルト・コンテンポラリー (Billboard) | 41   |